# Civilization: The Boardgame
Sid Meier's Civilization: The Boardgame (Sid Meier's Civilization: Jogo de Tabuleiro em português) é um jogo de tabuleiro de 2002 criado por Glenn Drover baseado na série Civilization para computador e Video game.
Sid Meier's Civilization: The Boardgame pode ser usado com qualquer um dos dois conjuntos de regras diferentes: o mais simples "regras standard" ou as "regras avançadas", este último empregando mais elementos retirados dos jogos de vídeo.
Outro jogo de tabuleiro Sid Meier's Civilization: The Board Game, baseado no Civilization IV foi lançado em 2010 pela empresa Fantasy Flight Games.

## Jogabilidade
O jogo é jogado em um mapa estilizado da Terra. No início do jogo, uma série de marcadores de exploração são colocados de face para baixo sobre cada uma das regiões da terra do conselho, e cada jogador começa com dois pequenos povoados, que consiste de uma cidade, uma unidade de colonos, e uma unidade de espadachim, em uma região de terra de sua escolha (nas regras avançadas, cada jogador começa também com uma tecnologia). No início do jogo, cada jogador revela os marcadores de exploração nas regiões onde têm assentamentos, seguindo os seus efeitos, se necessário (alguns marcadores são ignorados, com base no tipo de marcador).
Cada turno é constituído de quatro fases. Todos os jogadores executam ações simultaneamente em cada fase, embora o jogador inicial gira entre os jogadores entre as curvas. As fases são as seguintes:
- Fase Movimento - Nesta fase, os jogadores podem mover qualquer ou todas as unidades no conselho. Dependendo de como o movimento conclui, pode haver batalhas que são necessários para ser resolvido.
- Fase Comércio - Os jogadores podem livremente realizar trades de material, principalmente para uso em um ponto mais tarde no jogo. No jogo avançado, os jogadores são limitados em quem eles podem negociar, com base nas tecnologias que foram pesquisadas e da proximidade dos assentamentos de um jogador com outro jogador.
- Fase de Produção - Cada um dos jogadores, em seguida, produzir ouro. A quantidade de ouro produzido é baseado no tamanho dos assentamentos de um jogador, os números e tipos que são recursos perto da cidade, e as tecnologias que são pesquisados pelo jogador.
- Fase Compra - Os jogadores podem comprar unidades, construir ou atualizar os assentamentos, e descobrir novas tecnologias. Nas regras avançadas, as unidades e melhorias da cidade disponível para compra é limitada pelas tecnologias que foram pesquisadas, com o jogador a descobrir uma tecnologia que permite receber uma parcela do custo da unidade, quando nada de comprar outros jogadores (exceto atualizações de liquidação) que a tecnologia do permite. Tecnologias também conceder um bônus para o jogador para pesquisá-los nas regras avançadas. Um jogador também pode vender unidades obsoletas para uma quantidade de ouro sob as regras avançadas.

Nas regras convencionais, os jogadores que alcançam uma série de marcos podem reivindicar uma maravilha do mundo, em qualquer ponto no jogo. Nas regras avançadas, maravilhas são concedidos mediante a aquisição de várias tecnologias, e oferecer um benefício para o jogador para a época que eles estão associados.
O jogo é dividido em quatro eras: antigo, medieval, industrial e moderna. A era é avançado no final de um turno em que ocorre o seguinte:
- Nas regras padrão, seja todas as tecnologias de uma época são pesquisados, ou em que um jogador descobre três tecnologias da era atual.
- Nas regras avançadas, quando a primeira tecnologia de uma era futuro é pesquisado.

Maravilhas das eras passadas não estão mais disponíveis para ser exigido, enquanto as tecnologias de eras mais velhos se tornam indisponíveis no jogo normal ou continuam disponíveis a um custo reduzido no jogo avançado. No jogo avançado, os jogadores podem ser concedidos maravilhas obsoletos do passado era pesquisar tecnologias.
O jogo acaba quando umas das condições a seguir ocorre:
- Quando a apenas um jogador com assentamentos;
- No jogo padrão, quando um jogador descobre três tecnologias da era moderna;
- Durante o modo de regra avançada, quando um jogador cria um monumento que permite finalizar o jogo no momento que tal jogador quiser.

No primeiro caso, o jogador restante é o vencedor. Em qualquer um dos outros casos, ganha o jogador que tiver mais números de vitória após o fim do jogo.

### Unidades
Existem dois tipos de unidades em Sid Meier's Civilization: The Boardgame: colonos e unidades militares. Unidades militares estão subdivididos em exércitos (infantaria, cavalaria e artilharia), frotas, e aviões. Com excepção das aeronaves, unidades militares também são distinguidos pela era da sua primeira comprado: ou o antigo, eras medievais, industrial, ou moderna. No jogo de avançados, as unidades do mesmo tipo e na mesma época também são distinguidos por nível, com base nas tecnologias que foram descobertos (Quando uma tecnologia upgrades ao nível, todas as unidades para todos os jogadores são atualizados automaticamente para o novo nível. da mesma forma, catapultas, que são compartilhados entre as eras antiga e medieval como a peça de artilharia, são todos atualizados automaticamente com a mudança de idade.).
Durante a fase de movimento, todos os exércitos podem mover para qualquer território terrestre adjacente, enquanto as frotas pode mover um número de espaços de água com base em suas épocas. Os colonos podem mover dois territórios terreno por turno, enquanto aeronaves podem mover-se até três territórios de distância. Frotas pode ser usado para mover unidades de terra através da água, enquanto aeronaves deve terminar seu movimento ou em um território terrestre amigável ocupada ou em um território naval com um navio de guerra ou amigável (a frota da era moderna) no jogo padrão ou uma transportadora friendly (o segundo nível da frota da era moderna) no jogo avançado.
Colonos pode ser usado para espiar todos os marcadores de exploração não reclamados, apesar de fazê-lo termina seu movimento. Marcadores de exploração podem conter eventos, que são resolvidos imediatamente e removida do tabuleiro; terreno, que são substituídos a face para cima e dar bônus de produção ou penalidades para os jogadores que construir assentamentos lá; recursos, que são substituídos a face para baixo e permanentemente sua face voltada para até se um jogador mais tarde constrói uma solução lá, ou a falta de qualquer característica especial, que podem ser removidos ou substituídos como um jogador. Durante a fase de compra, os colonos podem ser convertidas em assentamentos por um preço; qualquer marcadores de exploração que estão viradas para baixo são resolvidos.

### Combate
Depois de um jogador moveu suas peças, o jogador pode declarar uma batalha contra qualquer outro jogador cujas peças estão no mesmo território, do mesmo modo, qualquer adversário pode também declarar uma batalha contra o jogador em movimento em áreas onde o território partilhar as suas peças. Declaração de batalhas é totalmente opcional: os jogadores podem compartilhar livremente território com os seus adversários, e pode até mesmo compartilhar um território, enquanto atacando uns aos outros em outro. No início de cada batalha, outros jogadores com unidades no território contestado pode optar por aderir ou beligerante na batalha, embora o controle da peças são temporariamente dada aos beligerantes principal para a duração da batalha.
No início do combate, cada jogador escolhe uma das peças sob seu controle. Ambas as unidades são revelados opostas simultaneamente, e uma série de dados são lançados com base na era das unidades envolvidas: como poucos como uma das unidades era antigo e até quatro para unidades era moderna. O número de dados lançados também difere pelos tipos de unidades em combate (por exemplo, unidades de cavalaria podem rolar dados mais quando enfrentam unidades de infantaria), o número de tecnologias pesquisadas pelos jogadores envolvidos (regras único padrão), se um jogador está defendendo uma cidade (regras avançadas apenas), ou se a unidade é apoiada por aviões. Aviões se não conduzem combater por conta própria, e deve apoiar outras unidades. Apenas uma aeronave pode suportar uma unidade de cada vez. O jogador com o maior total dos dados lançados ganha o combate, ea unidade de perder é eliminado (no caso de empate, ambas as unidades são eliminados). Se uma unidade apoiada por aeronaves perde em combate, tanto a unidade e as aeronaves são eliminados. Da mesma forma, se uma frota está a levar a unidades de terra através da água quando se perde em combate, tanto a frota e sua carga são perdidas.
Combate continua até que um lado está fora de unidades. Qualquer aeronave pertencente ao jogador derrotado (que pode existir se houver um excedente de aeronaves, ou não todas as aeronaves foram utilizadas em apoio) são destruídos.

### Assentamentos
Em Sid Meier's Civilization: The Boardgame, existem quatro tipos de assentamento: aldeias, vilas, cidades e metrópoles. Apenas uma solução é permitido em qualquer território, e os colonos podem ser convertidos para as aldeias por um preço durante a fase de compra. Assentamentos podem ser atualizados para um nível superior através de compras ainda maiores, embora possam ser desclassificado devido aos efeitos dos marcadores de exploração. Níveis mais elevados de assentamentos produzir mais ouro durante a fase de produção, e valem mais pontos de vitória no final do jogo. Assentamentos podem ser capturados como resultado do combate quando seu proprietário não tem unidades amigável no mesmo território que a liquidação. Um jogador é imediatamente eliminado se perder a sua última cidade. 
No jogo avançado, cada assentamento também pode ser atribuído a melhoria da cidade. Cada cidade pode melhorar ou melhorar a felicidade ou de produtividade, e um acordo pode ser atribuído até dois melhorias (um de cada para a felicidade e produtividade). Melhorias da cidade pode ser transferido livremente quanto necessário, e não são perdidos quando uma cidade é capturada. Se a época é avançada, todas as melhorias da cidade são removidos das cidades.
No jogo avançado, os assentamentos são "felizes" ou "infeliz", "produtivo" e "improdutivo". Cada assentamento fundado em territórios com o "vinho" e "jóias" dos recursos (que se encontra nos marcadores exploração) são automaticamente feliz. Um jogador pode designar qualquer um de seus outros assentamentos como ser feliz, enquanto todos os outros assentamentos (exceto aqueles sob o efeito de uma melhoria da cidade ou maravilha) são infelizes. Cada assentamento, a menos afetada pela melhoria da cidade ou maravilha, é considerado improdutivo, a não ser que foi fundada em terreno produtivo (encontrado em marcadores de exploração). Assentamentos feliz e produtiva geralmente produzem mais ouro durante a fase de produção em comparação com os infelizes ou improdutivas. Cidades com recursos também tendem a produzir mais ouro em relação às cidades sem recursos.